# James Dickson (polityk)
James Dickson (ur. 30 listopada 1832 w Plymouth, zm. 10 stycznia 1901 w Sydney) – australijski polityk i przedsiębiorca, pierwszy w historii federalny minister obrony Australii (choć pełnił tę funkcję zaledwie przez 10 dni). W latach 1898–1899 premier Queenslandu.

## Życiorys
Pochodził z południowo-zachodniej Anglii, skąd wyemigrował do Australii mając 22 lata. Początkowo osiadł w kolonii Wiktoria, aby po ośmiu latach przenieść się do Queenslandu, gdzie założył własny dom aukcyjny, którzy szybko uczynił z niego osobę zamożną i wpływową. W 1873 został wybrany do parlamentu kolonii. Kilkukrotnie zasiadał w autonomicznym rządzie kolonii, kierując resortami robót publicznych i górnictwa, skarbu, kolei, poczty oraz spraw wewnętrznych. W 1888 stracił mandat parlamentarny, ale odzyskał go już w następnych wyborach w 1892. Przez 14 miesięcy – od 1 października 1898 do 1 grudnia 1899 – pełnił urząd premiera kolonii.
Był nieformalnym przywódcą ruchu federacjonistycznego w Queenslandzie, kierował również na terenie swojej kolonii kampanią poprzedzającą referendum w sprawie przyjęcia konstytucji zjednoczonej Australii. Po inauguracji Związku Australijskiego – co miało miejsce 1 stycznia 1901 – został ministrem obrony w gabinecie Edmunda Bartona. Zmarł nagle zaledwie 10 dni później, w wieku 68 lat. Stał się tym samym pierwszym w dziejach członkiem gabinetu federalnego Australii, który zmarł w trakcie sprawowania urzędu.
Na kilka dni przed śmiercią został odznaczony Orderem św. Michała i św. Jerzego klasy Rycerz Komandor, co dało mu prawo posługiwania się tytułem sir. Jego nazwiskiem została nazwana jedna z dzielnic Canberry oraz okręg wyborczy do Izby Reprezentantów.